# لافتهاوس
longitudeلافتهاوسlatitudeلافتهاوس
لافتهاوس (به انگلیسی: Lofthouse) یک روستا در بریتانیا است که در لیدز واقع شده‌است.